# Thomas Marsham
Thomas Marsham (c.a. 1747 - Londen, 26 november 1819) was een Brits entomoloog.
Marsham werd geboren rond 1747 en er is niet veel bekend over zijn leven. Hij was vele jaren secretaris van de West-Indische Dock Company en gedurende de napoleontische oorlogen, in 1802, werd hij officier in het vrijwilligerskorps van de Home Guard. Hij was medeoprichter van de Linnean Society en was lange tijd secretaris en penningmeester van de vereniging. De biologen James Francis Stephens, William Kirby en Alexander Macleay waren met hem bevriend. Als entomoloog werkte hij voornamelijk aan kevers (coleoptera) maar ook andere insectengroepen. Hij beschreef een aantal soorten, nieuw voor de wetenschap. Een selectie van zijn kevercollectie bevindt zich in het British Museum of Natural History in Londen.

## Enkele werken
- 1788 - System of Entomology in: Hall's Royal Encyclopaedia.
- 1791 - Observations on the Phalaena lubricipeda of Linnaeus and some other moths allied to it in: Transactions of the Linnean Society.
- 1802 - Entomologia Britannica, sistens Insecta Britanniae indigena secundum Linneum deposita. Coleoptera..
- 1806 - Observations on the Curculio trifolii in: Transactions of the Linnean Society.
- 1808 - Some observations on an insect that destroys the wheat, supposed to be a wireworm in: Transactions of the Linnean Society.
- 1808 - Description of Notoclea, a new genus of Coleopterous insects from New Holland in: Transactions of the Linnean Society.
- 1811 - Some account of an insect of the genus Buprestis, taken alive out of wood composing a desk, which had been made above twenty years; in a letter to Mr Macleay in: Transactions of the Linnean Society.

- Gemeinsame Normdatei: 1244104345
- International Standard Name Identifier: 0000 0003 9767 3721
- Library of Congress Control Number: no2019007969
- Nederlandse Thesaurus van Auteursnamen: 165413840
- SNAC: w6ks9p2m
- Virtual International Authority File: 44649694
- WorldCat: E39PBJyxg4YKdCHTX9fmqH97HC